# 國學院大學博物館
國學院大學博物館（こくがくいんだいがくはくぶつかん）は、東京都渋谷区東の國學院大學渋谷キャンパス内にある博物館。
考古展示室・神道展示室・校史展示室・企画展示室の4つの展示室からなる。
國學院大學同様、メディアでの表記には「国学院大学博物館」の新字体が用いられることもある。2017年（平成29年）1月30日には総来館者15万人を突破した。

## 概要

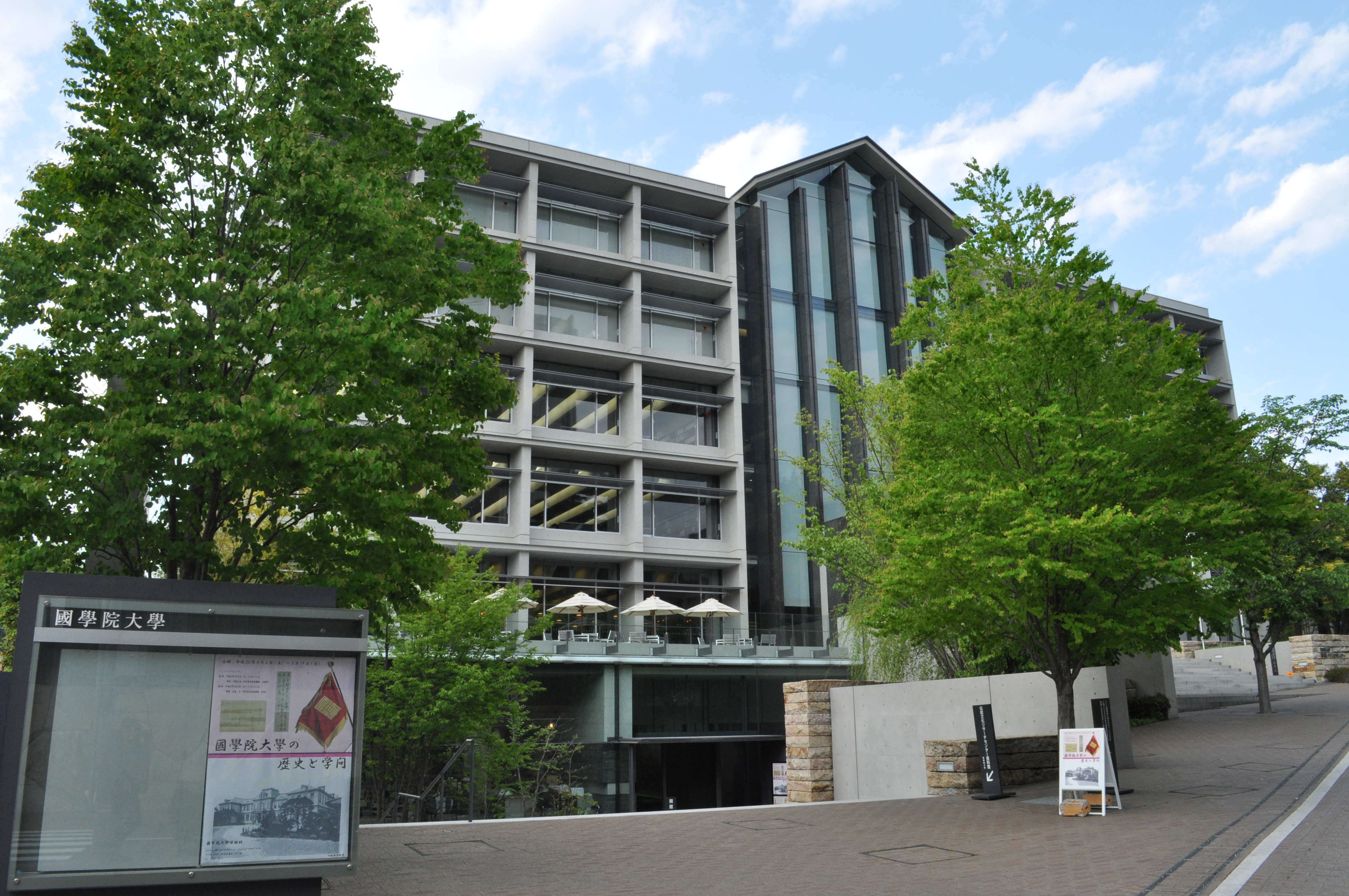
國學院大學博物館の所在する学術メディアセンター(AMC)
写真中央は前身である伝統文化リサーチセンター資料館。現在は同所に國學院大學博物館が所在する

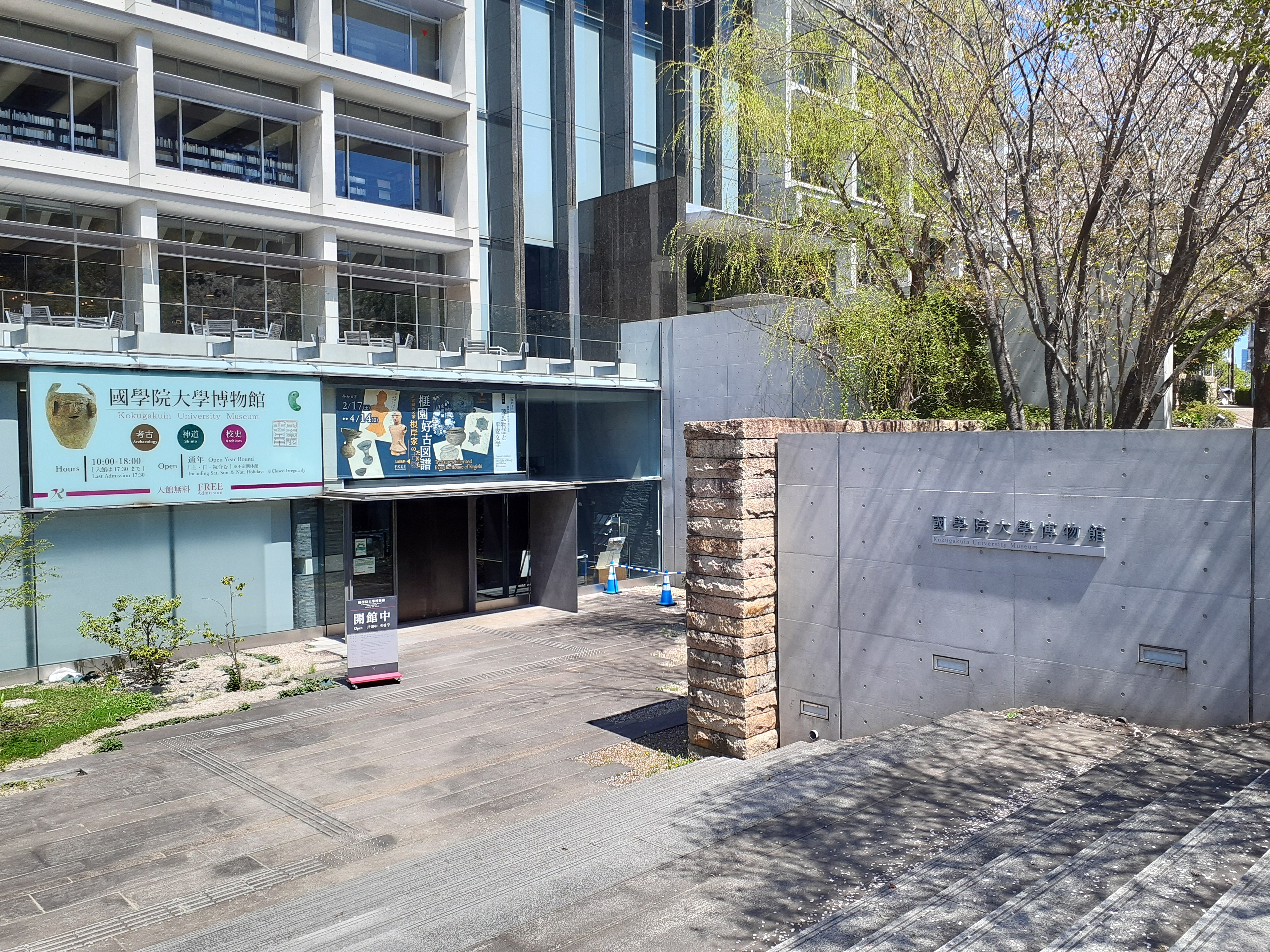
入口

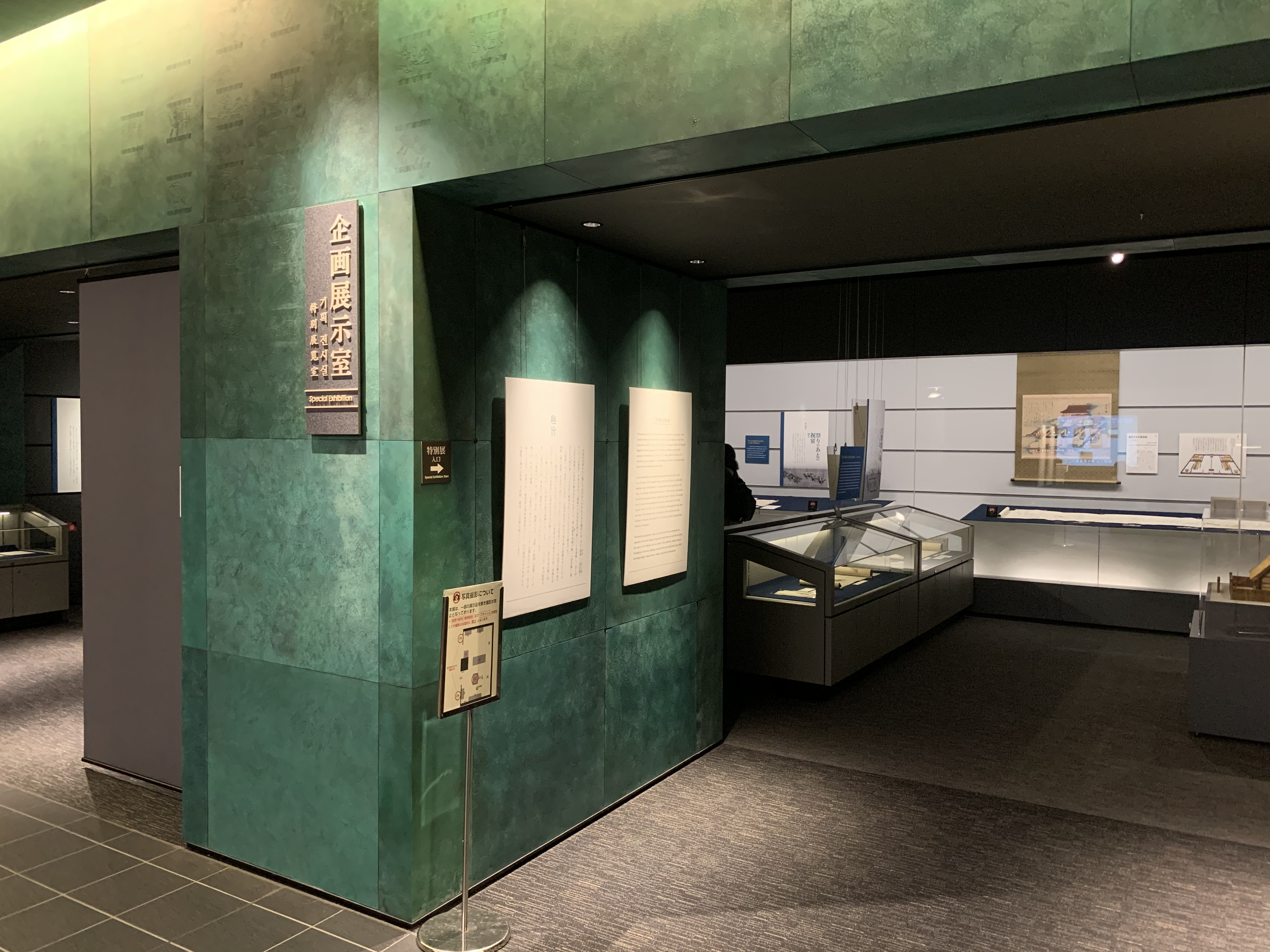
企画展示室

國學院大學博物館は、1928年（昭和3年）に当時國學院大學の学部1年生であった樋口清之博士が、自身の収集品を寄付し創設した考古学陳列室（後の考古学資料室・考古学資料館）と、1963年（昭和38年）創立の神道学資料室（後の神道資料展示室・神道資料館）を淵源とし、両組織を統合した学術資料館や伝統文化リサーチセンター資料館の設置を経て、2013年（平成25年）に発足した。國學院大學研究開発推進機構が設置している。日本文化の講究に必要な文化財を収集・保存し、学術的な研究成果を一般に公開するとともに、広く学内外の研究教育活動に資することを目的としている。 併設されるミュージアムショップでは、当博物館で開催した展覧会の図録や関連書籍、オリジナルグッズ、大学グッズ等を販売している。
所蔵資料は約11万点あり、年間5から6回の企画展・特別展を開催している。また、ミュージアムトークやワークショップも随時開催し、教育普及事業、博物館連携事業などを通して國學院大學の研究成果と日本文化の発信の拠点となっている。常設展示は前身の文物を受け継ぎ、3つのゾーンに分かれている。

## 展示

### 考古ゾーン
主な展示資料

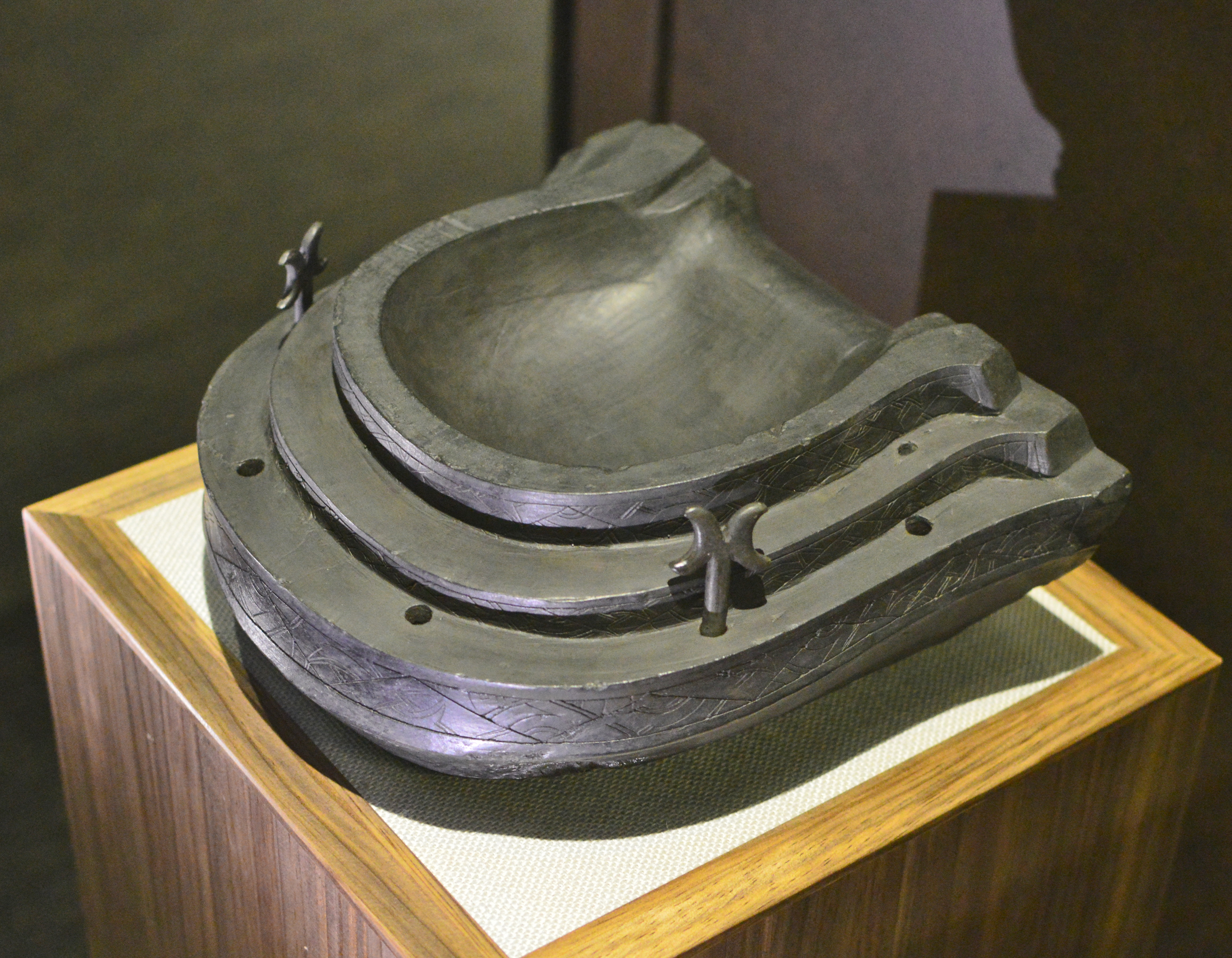
姉崎二子塚古墳出土 石枕
（国の重要文化財）

- 深鉢(馬高式土器、火焔型土器) - 縄文時代（中期）、新潟県長岡市深沢町岩野原遺跡出土
- 土偶 - 縄文時代（後期・晩期）、茨城県北相馬郡利根町立木宮前 立木貝塚、埼玉県さいたま市岩槻区 真福寺貝塚ほか出土
- 袈裟襷文銅鐸 - 弥生時代（中期）・前1世紀、伝滋賀県野洲市小篠原　大岩山遺跡出土
- 三角縁三神三獣鏡 - 古墳時代（前期）・4世紀、出土地不詳　大槻盤渓旧蔵
- 挙手人面土器 - 古墳時代（前期）・4世紀、長野県長野市若穂保科　片山遺跡出土
- 石枕（重要文化財[6]）、古墳時代（中期）・5世紀、千葉県市原市姉崎　姉崎二子塚古墳出土
- 蔵骨器 - 平安時代・9世紀、茨城県つくば市東岡 金田官衙遺跡（九重東岡廃寺）出土
- 野口義麿コレクション
- 椛島隆コレクション
- 小野良弘コレクション
- 徳富蘇峰コレクション
- 上川名昭コレクション
- 吉谷昭彦コレクション
- 服部和彦コレクション
- 竹岡俊樹コレクション

### 神道ゾーン
主な展示資料
- 僧形八幡神像 - 江戸時代（1718年（享保3年）修補）、作者不明
- 石清水八幡宮供花神饌 - 現代
- 男神像・女神像 - 室町時代後期
- 『年中行事絵巻』 - 江戸時代後期か（18～19世紀）
- 吉田神道行事壇（再現）
- 山王祭礼図屏風

### 校史ゾーン
國學院およびその設立母体である皇典講究所関連の資料や、國學院大學所蔵の資料・コレクションを展示する。
主な展示資料
- 有栖川宮幟仁親王肖像 - 明治時代

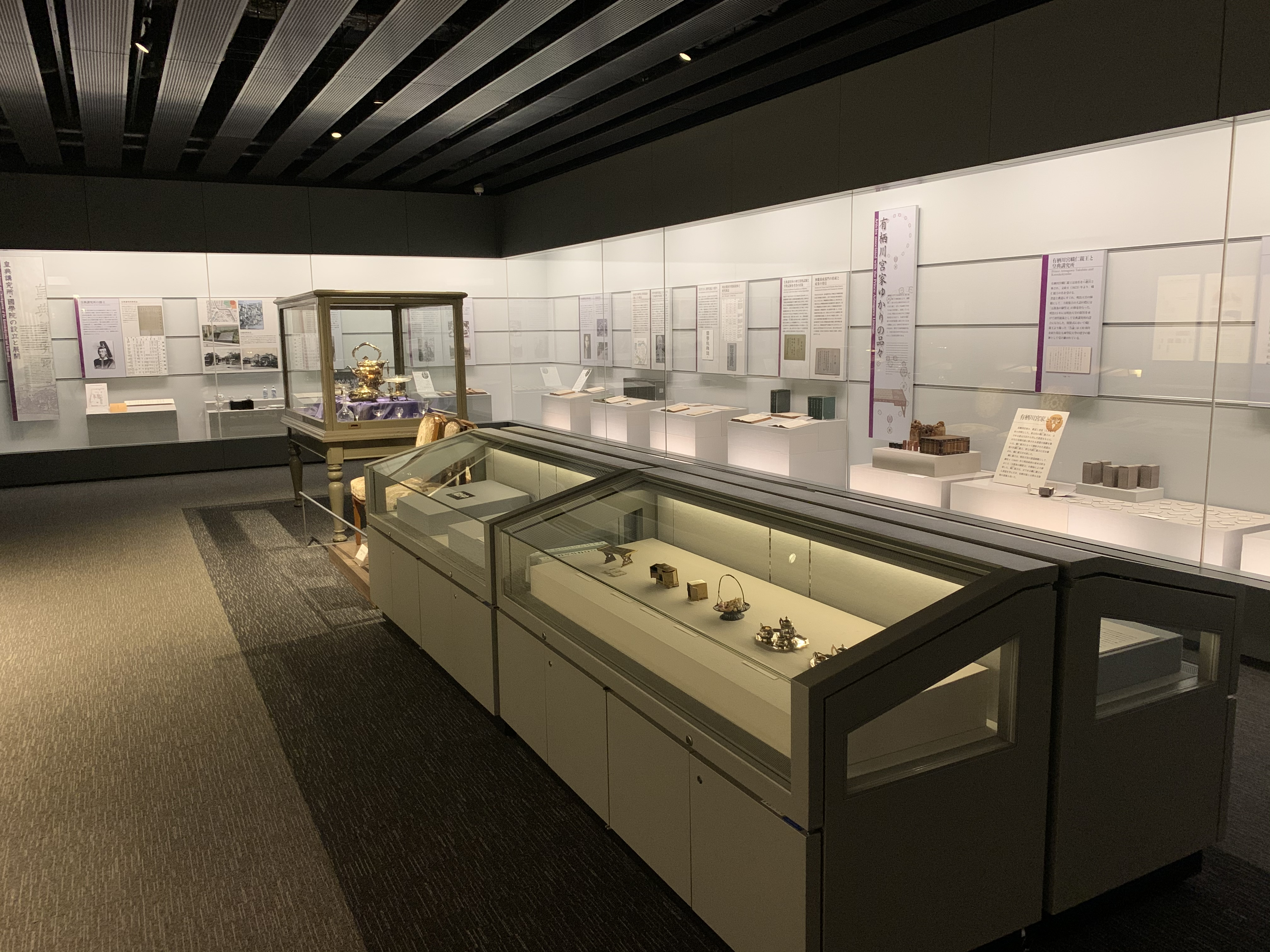
校史展示室

- 有栖川宮幟仁親王告諭 - 1882年（明治15年）11月４日
- 勲章 - 明治時代
- 沃懸地菊蝶図螺鈿印籠
- 有栖川流書道

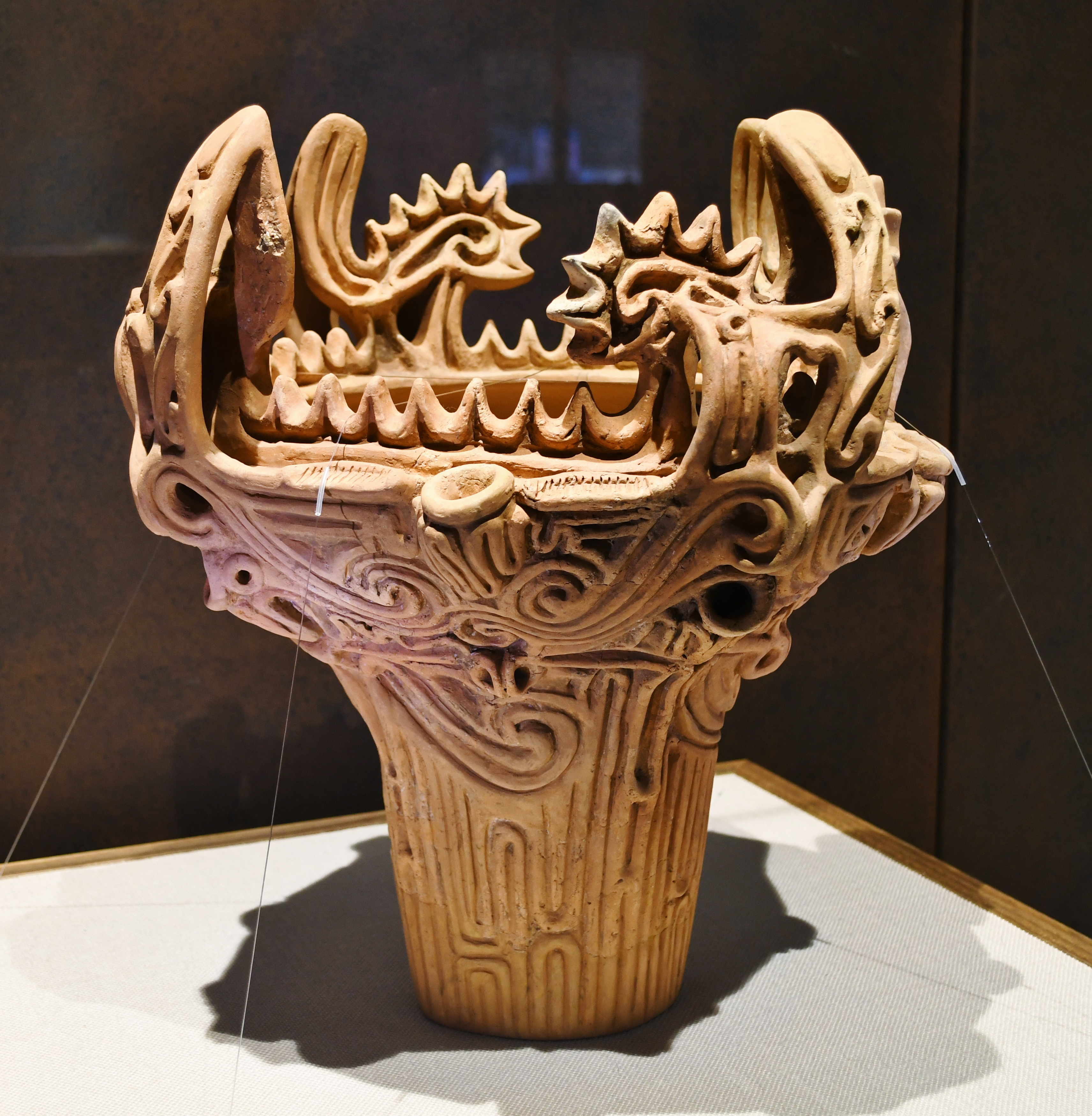
岩野原遺跡出土 火焔型土器
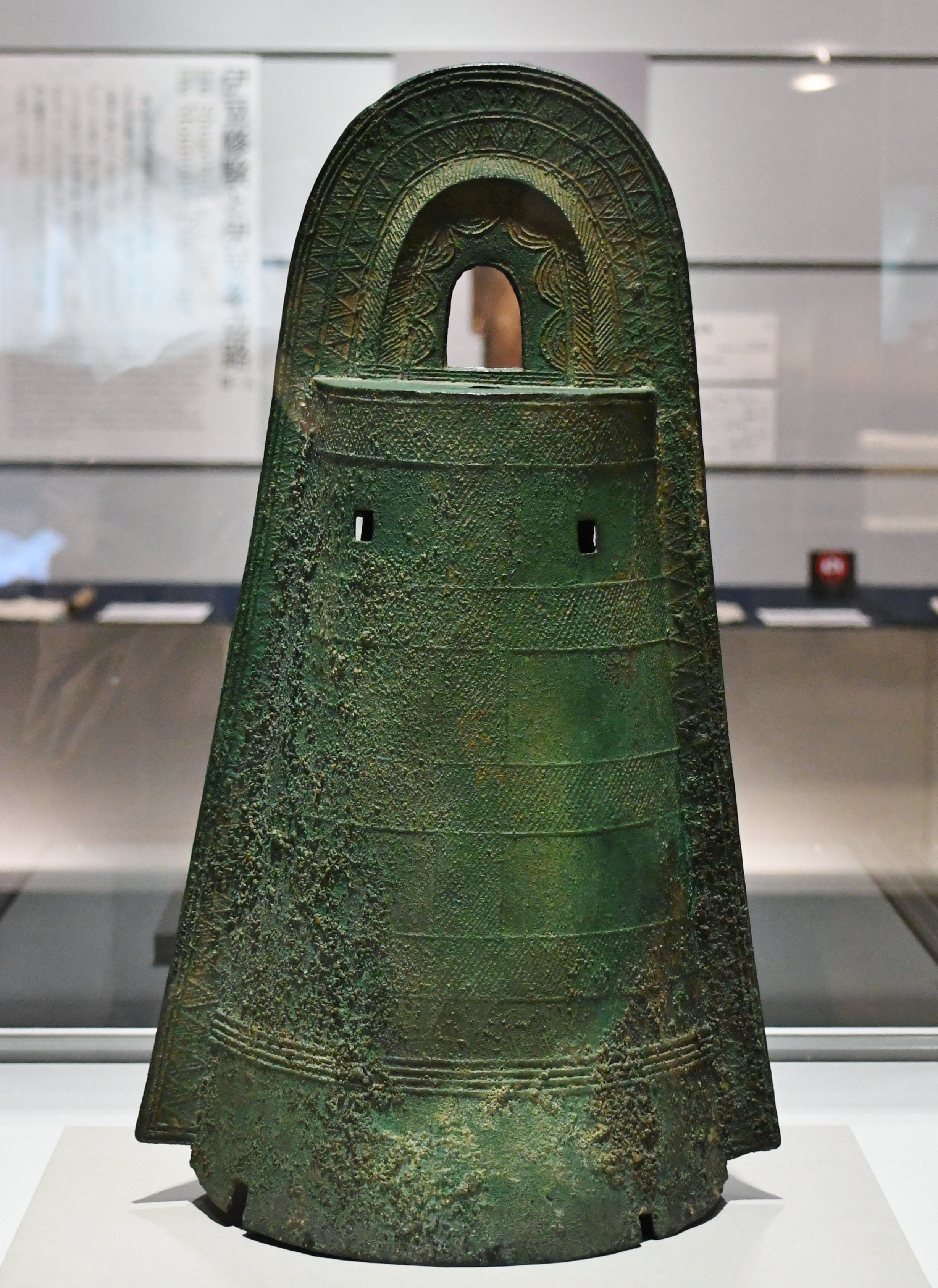
伝滋賀県野洲市大岩山出土 袈裟襷文銅鐸
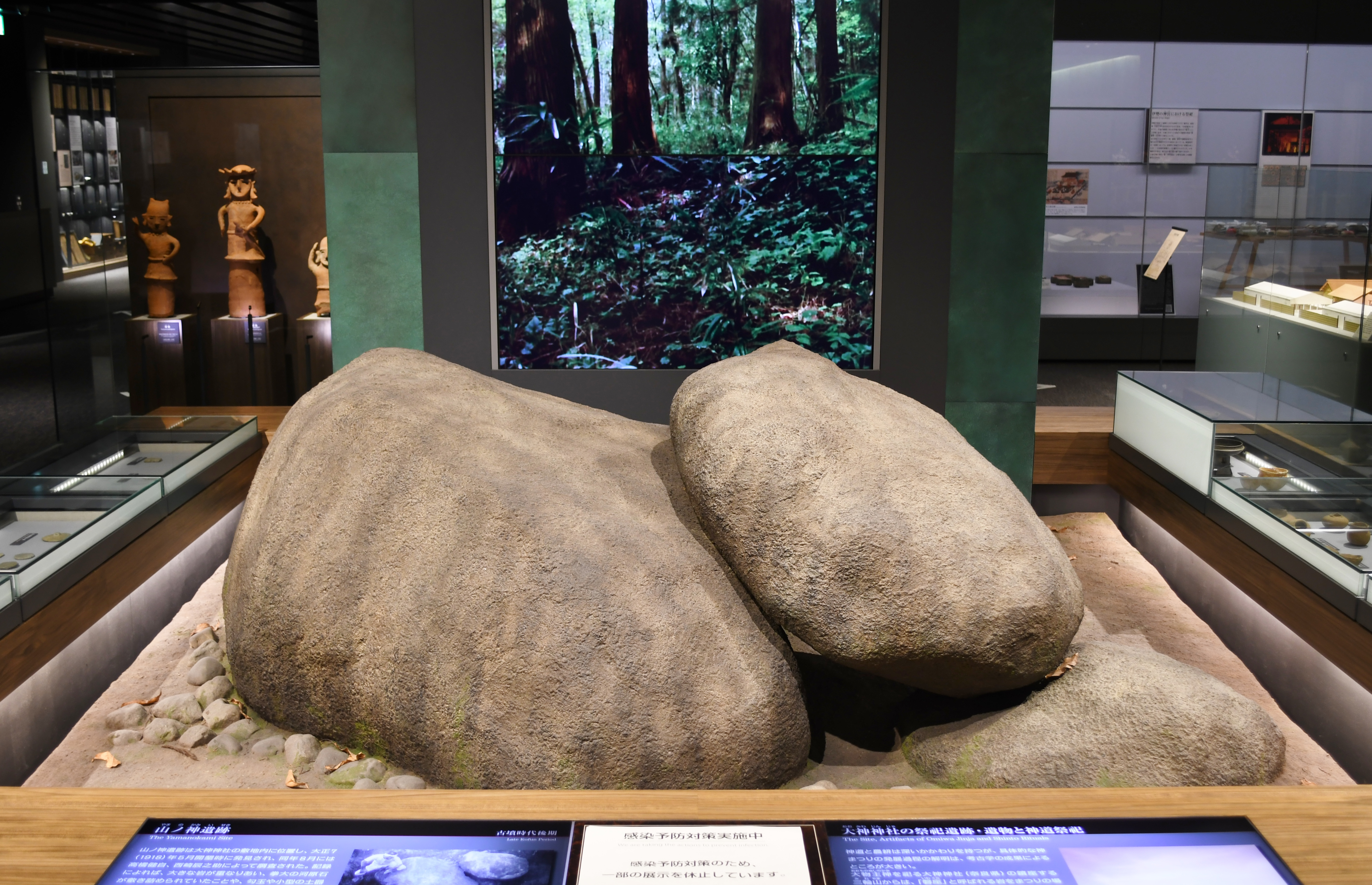
山ノ神遺跡 磐座（復元）
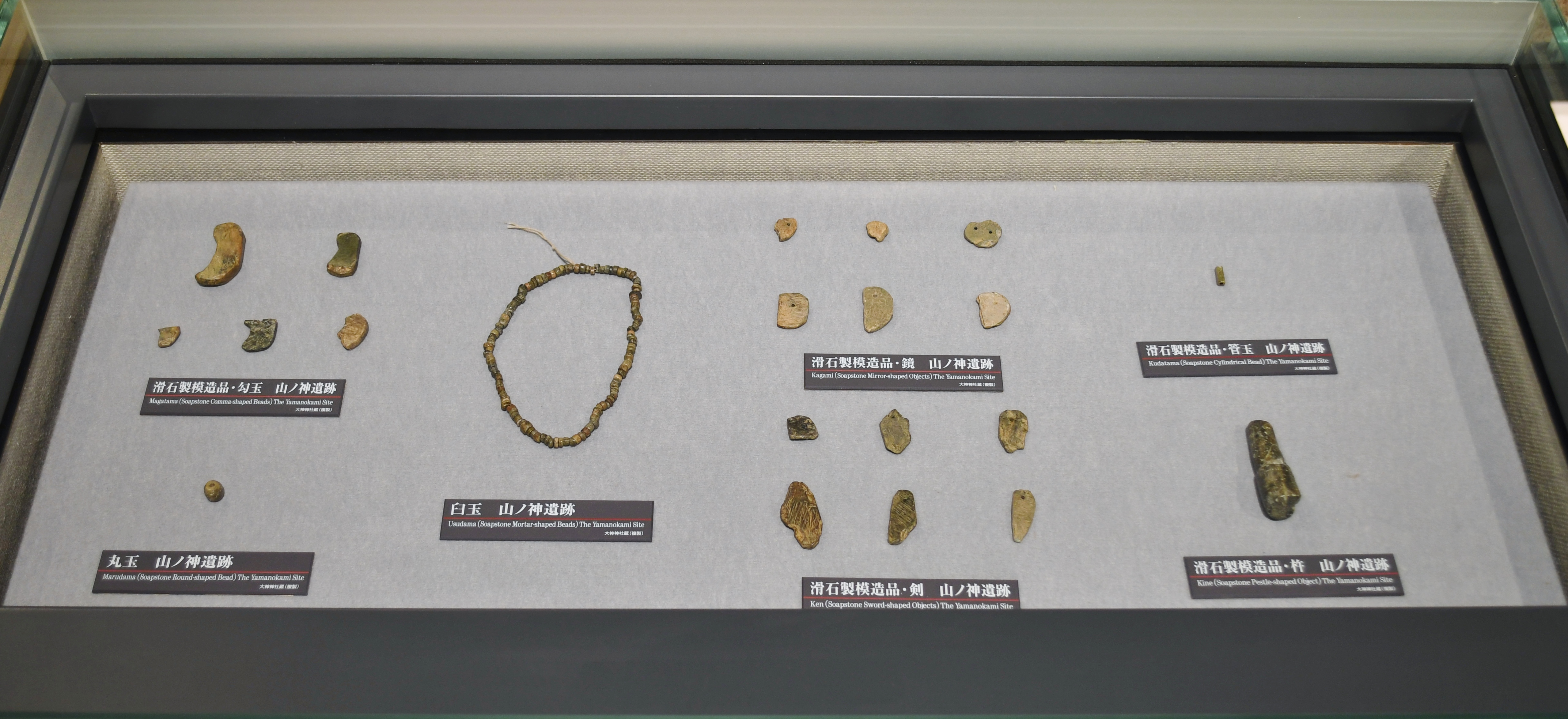
山ノ神遺跡出土 石製品（複製）
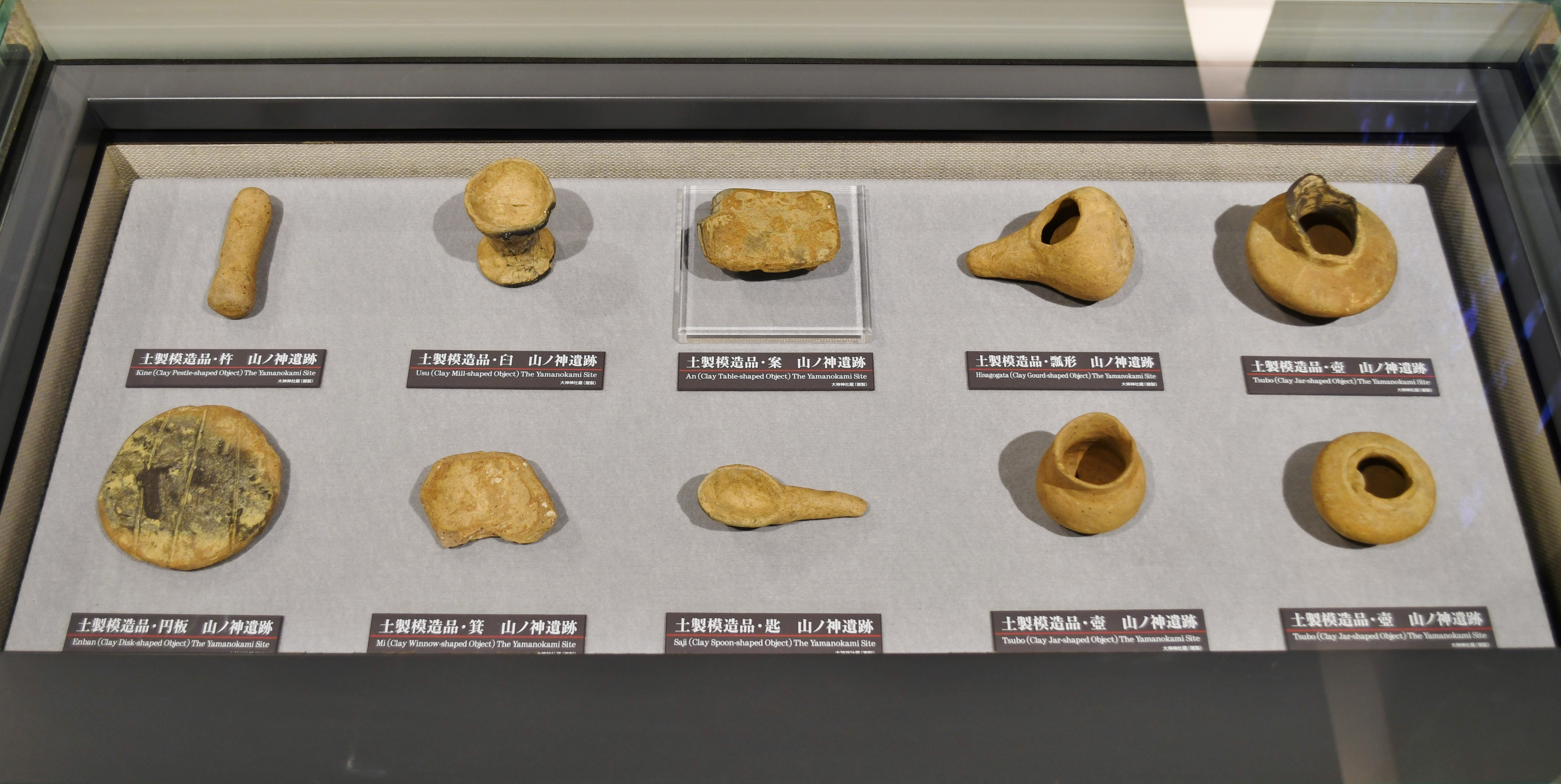
山ノ神遺跡出土 土製品（複製）
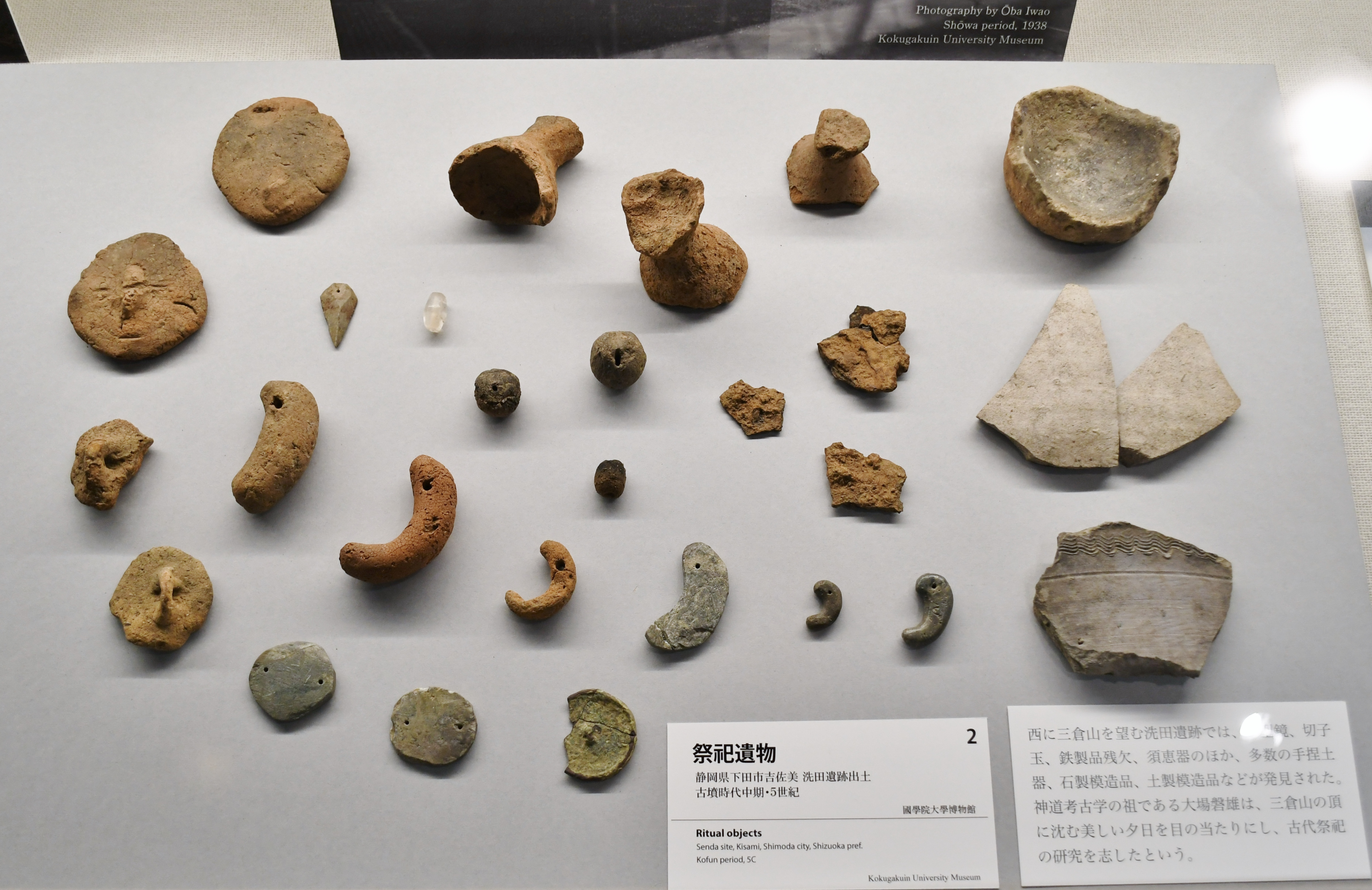
洗田遺跡出土品
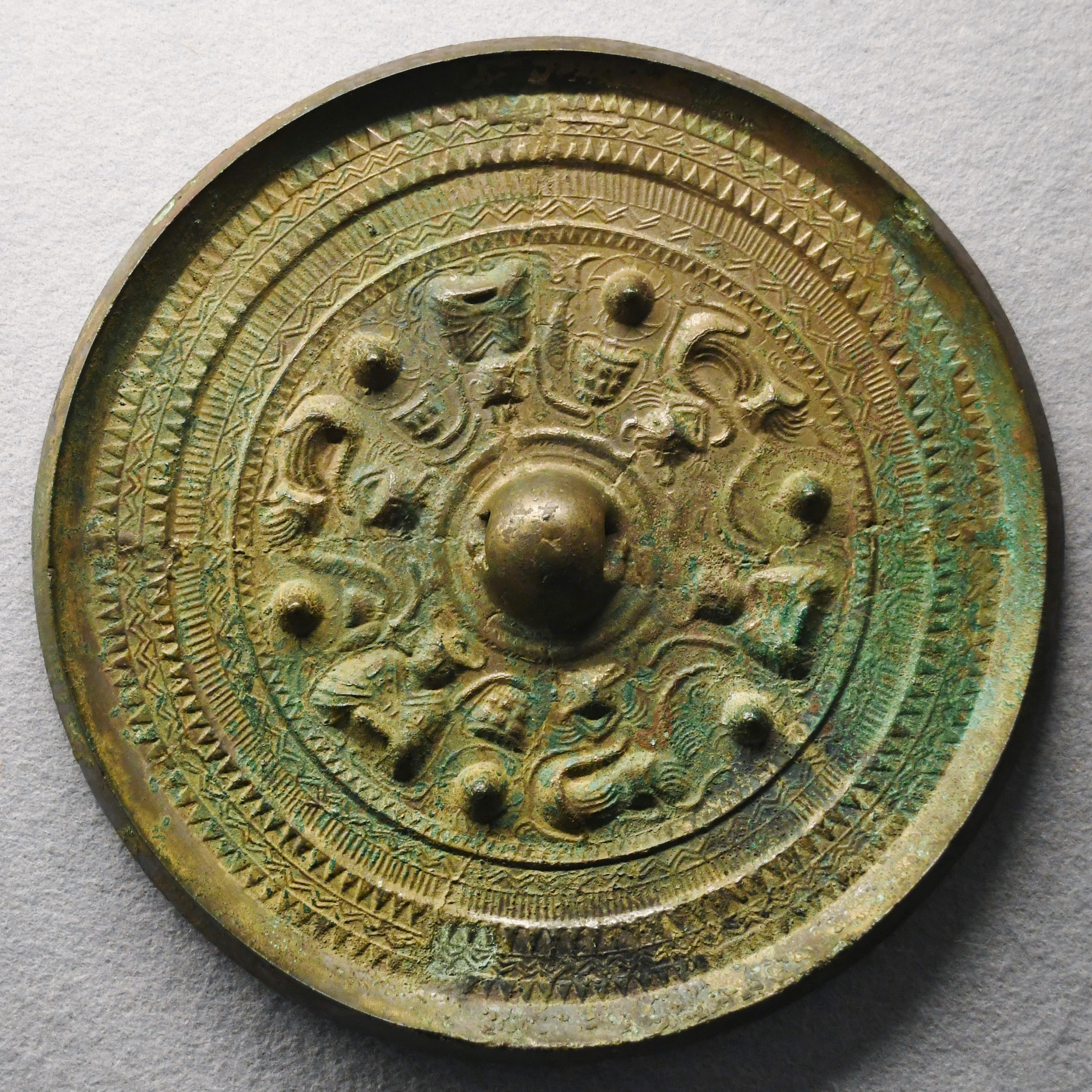
出土地不詳 三角縁三神三獣鏡
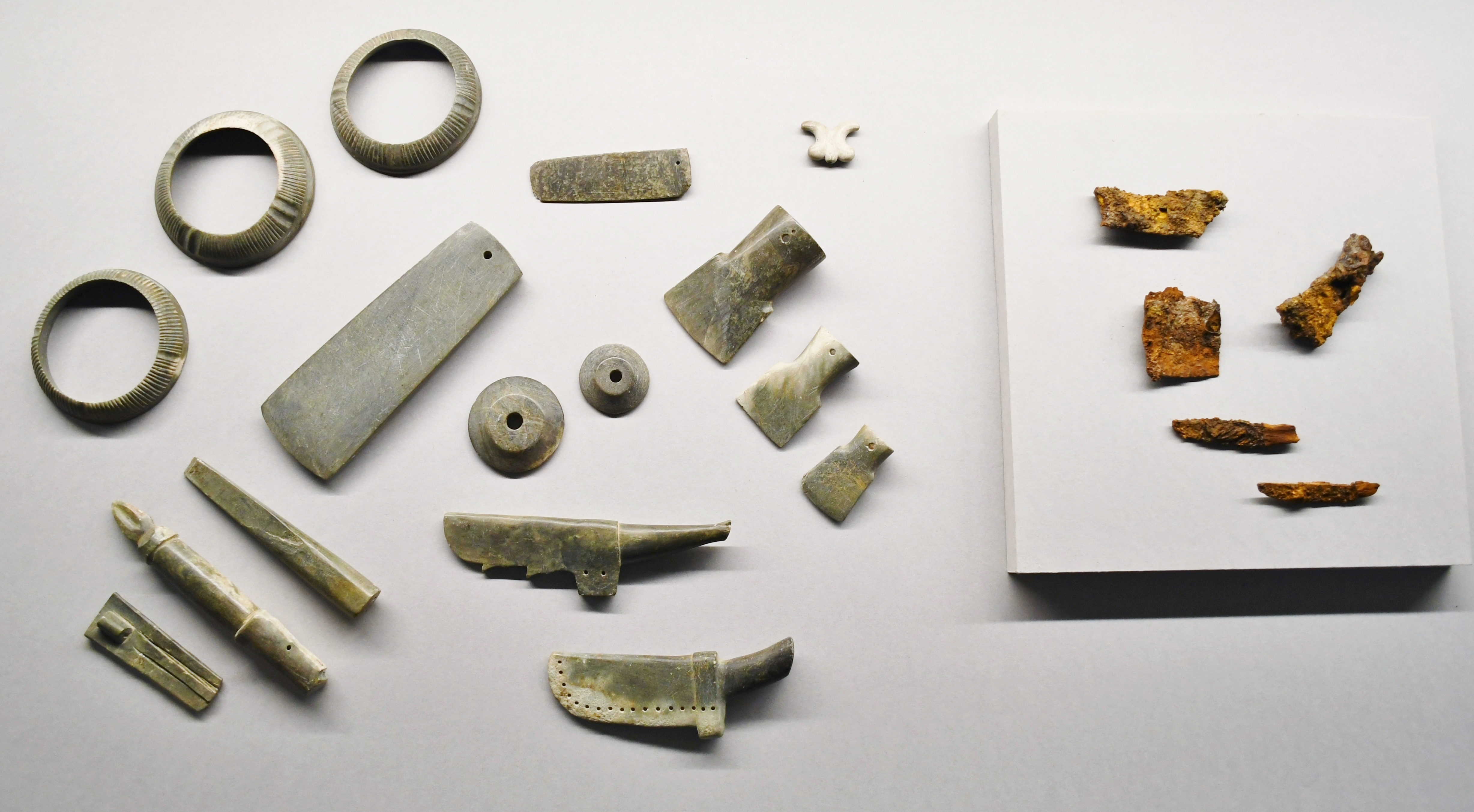
日下ヶ塚古墳 出土品
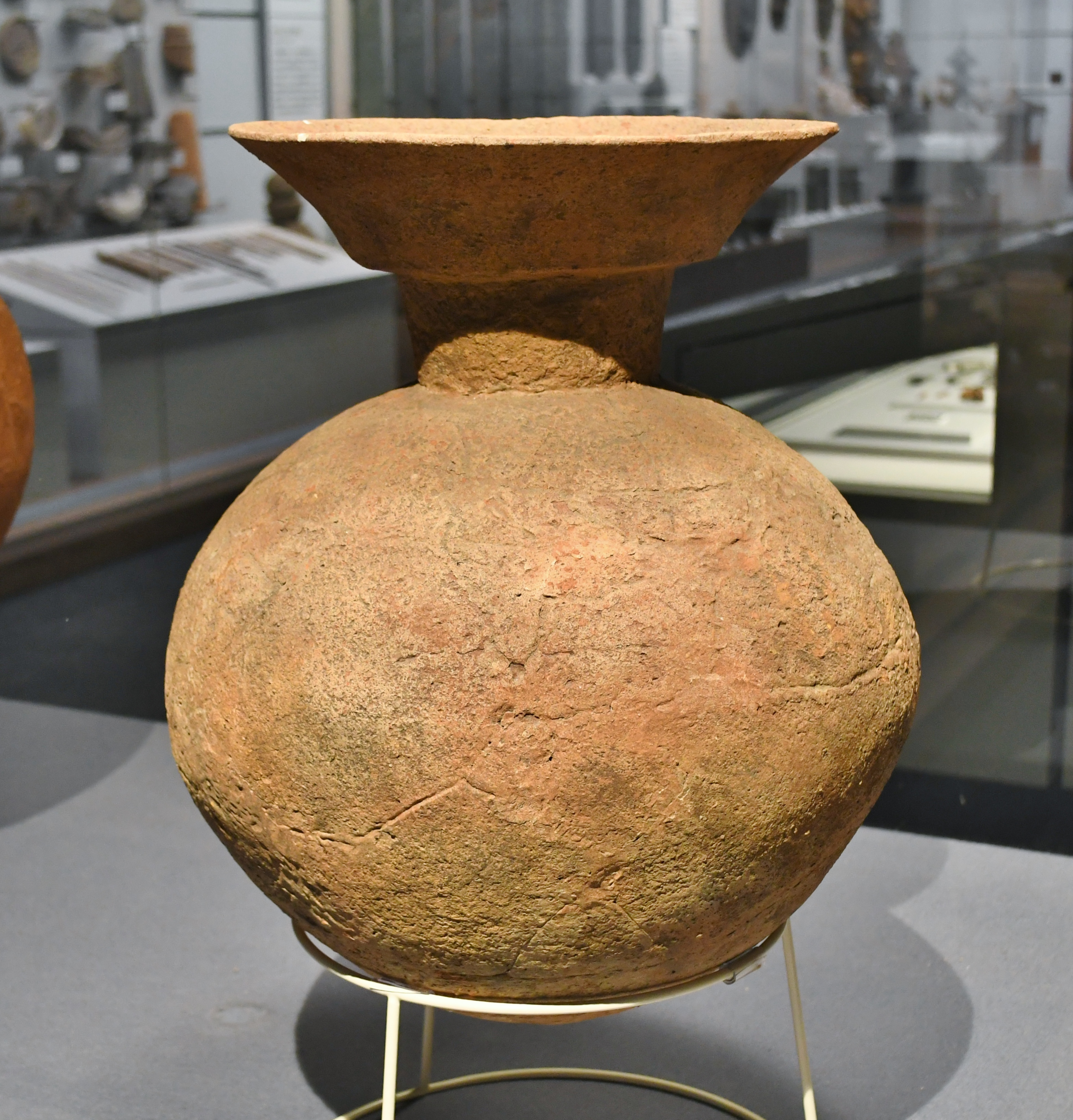
桜井茶臼山古墳出土 二重口縁壺
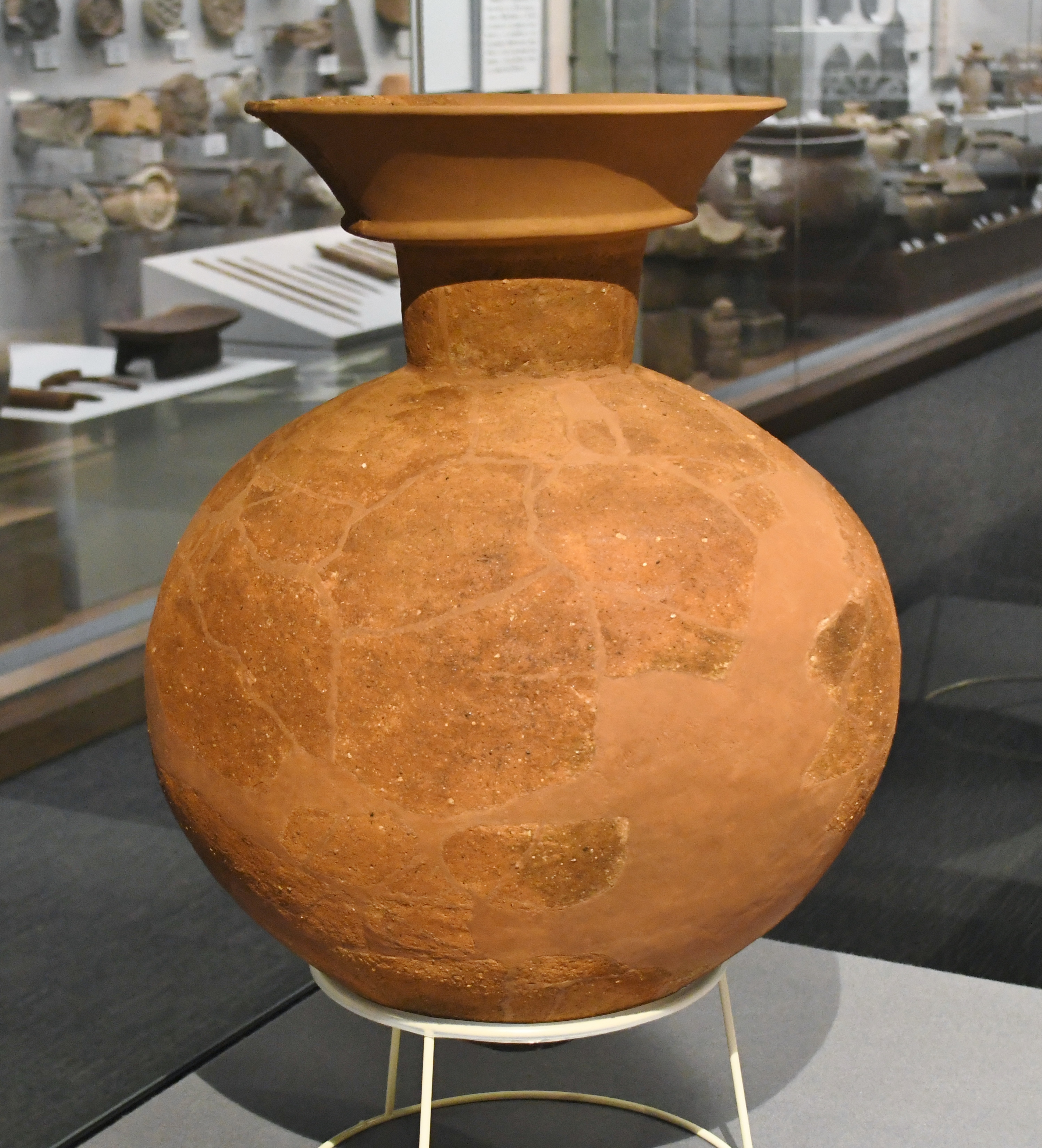
桜井茶臼山古墳出土 二重口縁壺
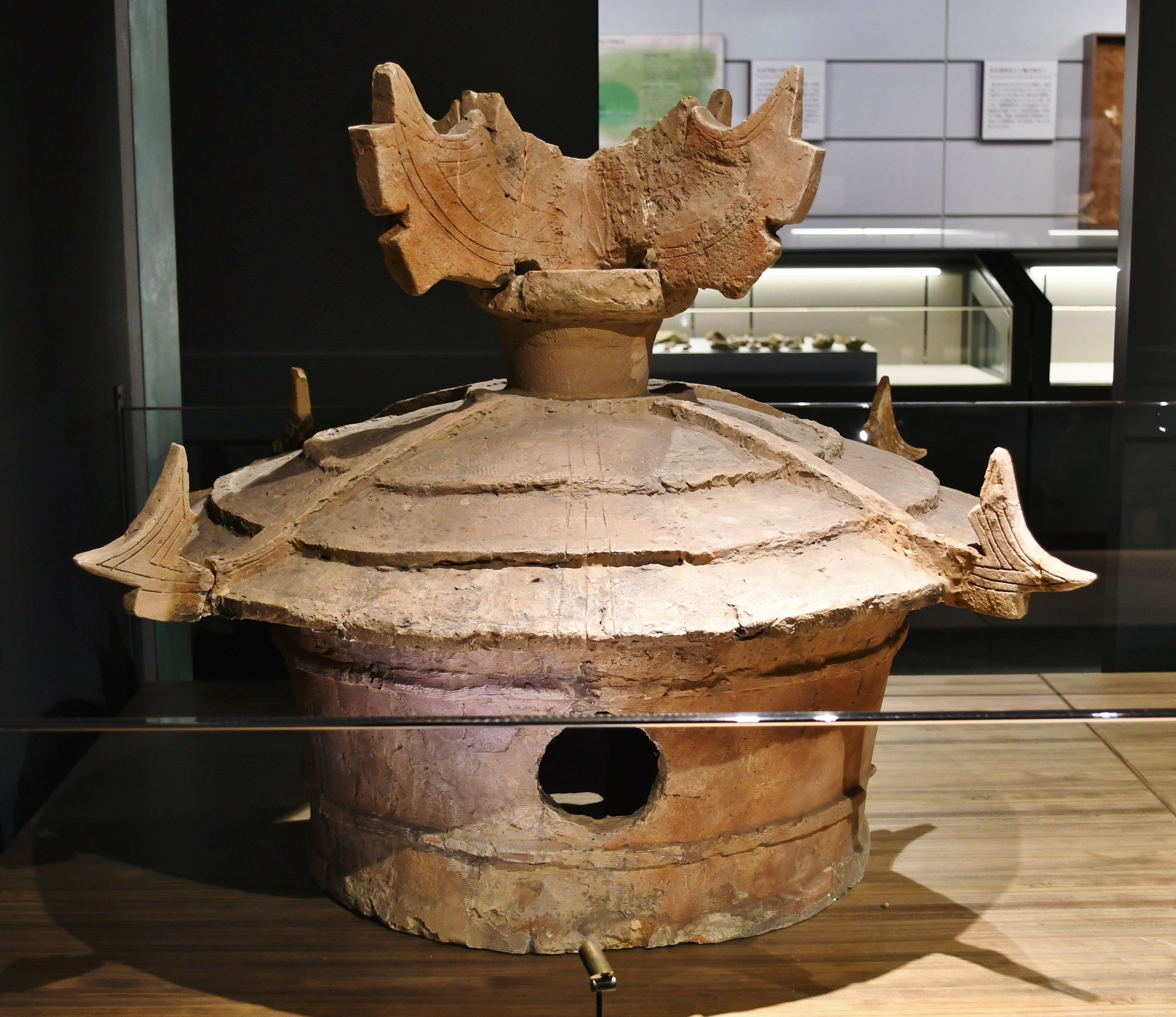
陵山古墳出土 蓋形埴輪
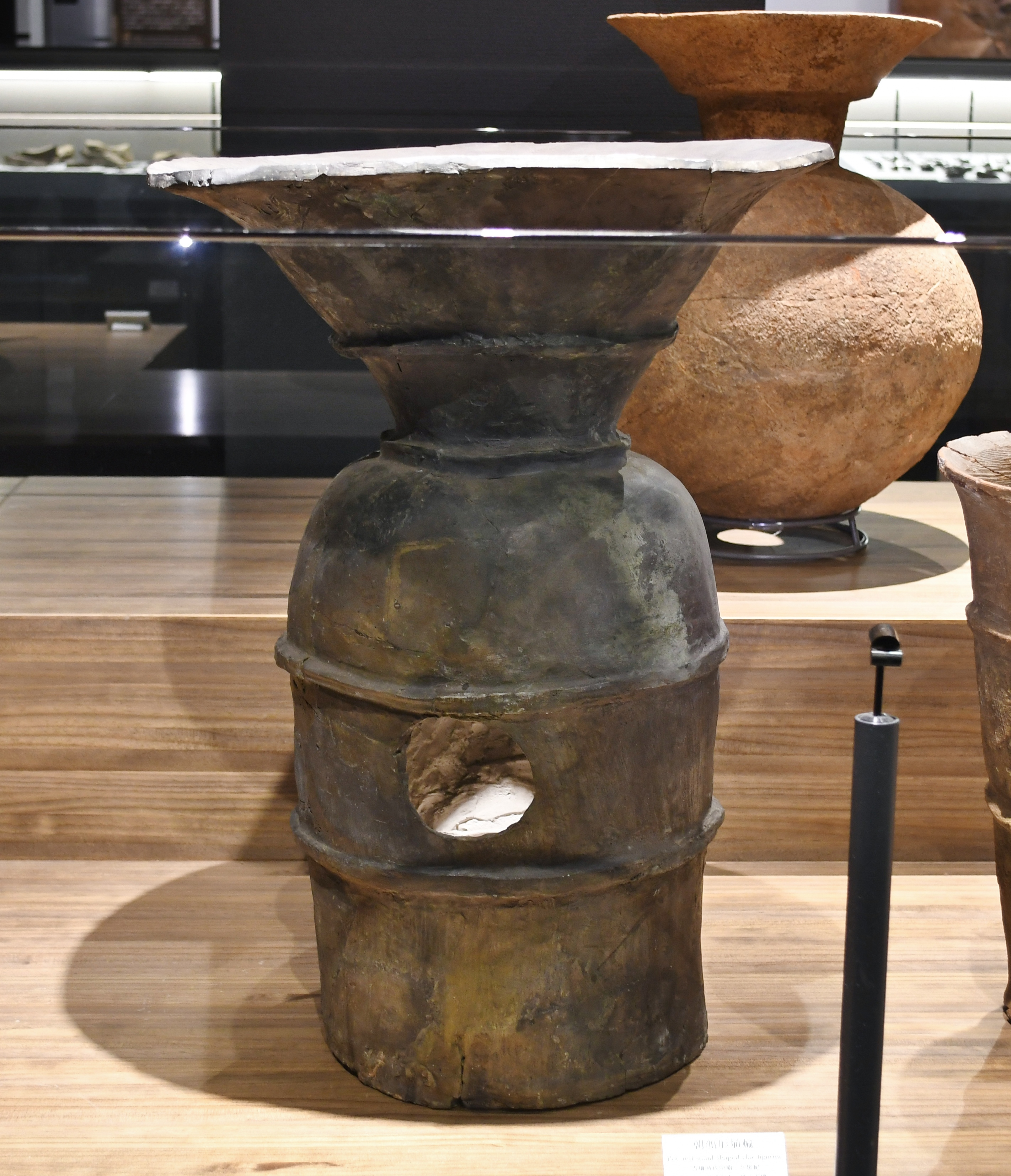
陵山古墳出土 朝顔形埴輪
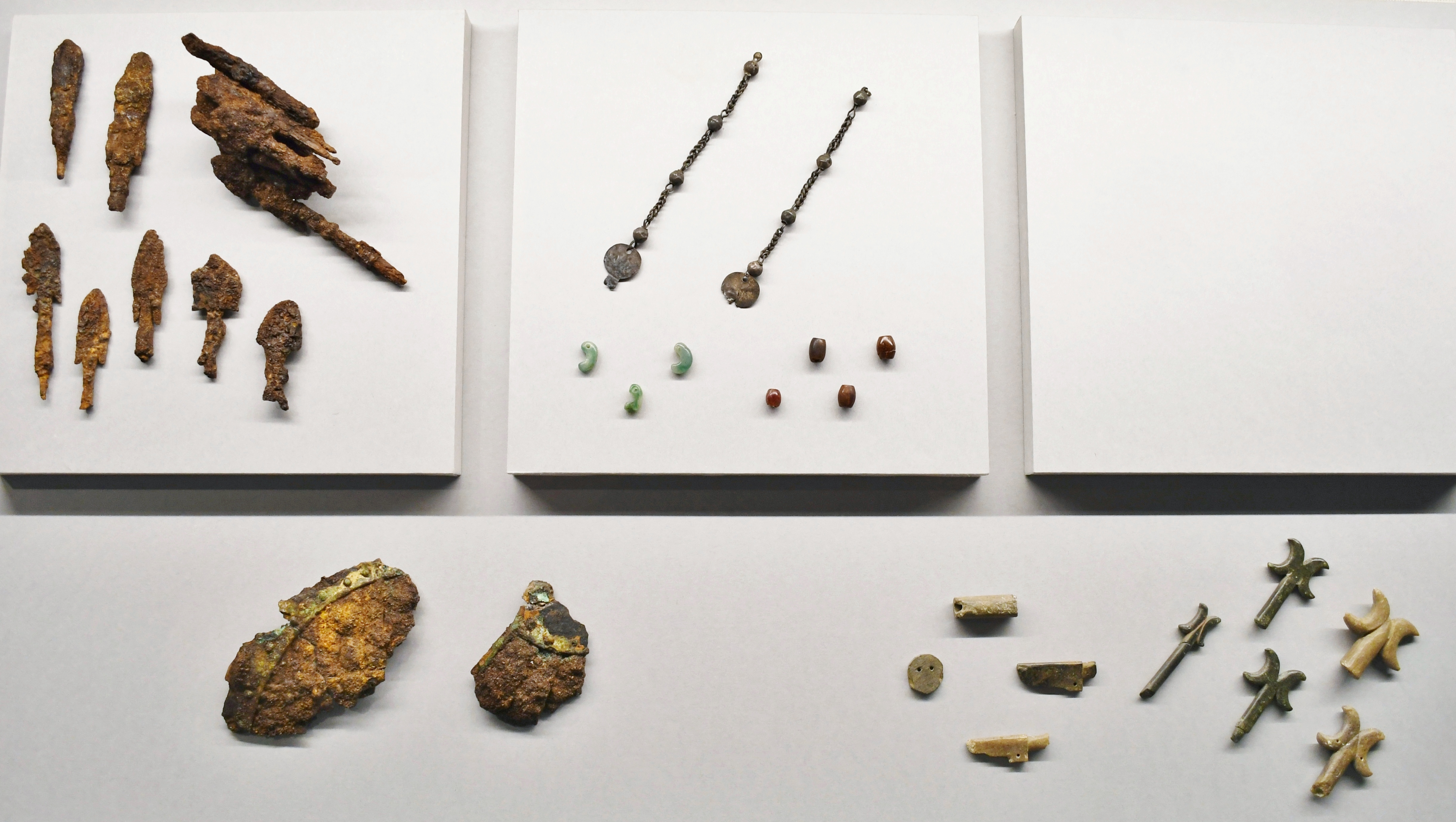
姉崎二子塚古墳 出土品
井之上古墳出土 陶棺
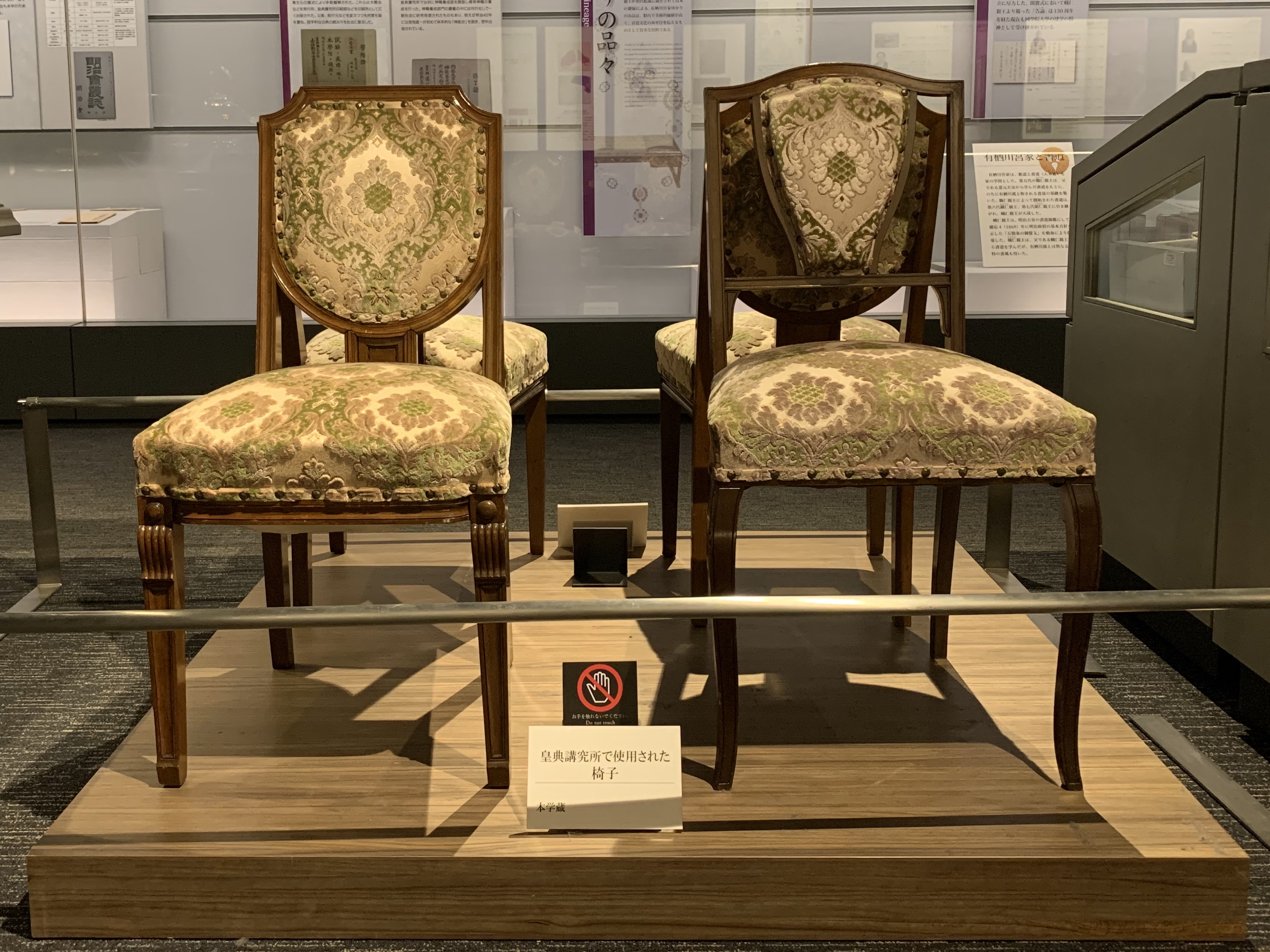
皇典講究所(國學院大學の前身)で使用された椅子

## デジタル・ミュージアム
デジタル・ミュージアムは、國學院大學における研究成果を学内外で研究・教育に利用できるようにすることを目的に、研究者、学生、一般までの幅広い利用者を想定して作られた様々なデータベースの集合体（各種の学術データベース、オンライン事典、デジタル・ライブラリーなどを含む）である。
英語や韓国語など日本語以外の言語で利用できるデータベースも含み、個別のデータベースの管理運営担当者との協力のもと、大学の研究開発推進機構・日本文化研究所の総合プロジェクトが中心となって運営している。
- 國學院大學デジタル・ミュージアム

## 開館時間
- 午前10時 - 午後6時

入館は午後5時30分まで。土・日・祝含み通年開館。館内保守及び大学の定めによる不定期休館日あり。
ミュージアムショップの営業は午前10時30分 - 午後5時30分。

## 入館料
- 無料